# 4272 Entsuji
4272 Entsuji eller 1977 EG5 är en asteroid i huvudbältet som upptäcktes den 12 mars 1977 av de båda japanska astronomerna Hiroki Kōsai och Kiichirō Furukawa vid Kiso-observatoriet i Japan. Den har fått sitt namn efter Entsuji templet.
Asteroiden har en diameter på ungefär 7 kilometer.